# (11874) Gringauz
(11874) Gringauz (1989 XD1) – planetoida z pasa głównego asteroid okrążająca Słońce w ciągu 3,37 lat w średniej odległości 2,25 j.a. Odkryta 2 grudnia 1989 roku.